# Харди бойз
Харди бойз, често наричани просто Хардита, е кеч отбор, включващ истинските братя Джеф и Мат Харди. Те са подписали с WWE, където те участват в шоуто Първична сила.
Първоначално те започват като отбор през 1993 в независимите компании в Северна Каролина, печелейки Отборните титли на NWA 2000, и откриват Организацията по модерно екстремни граплинг изкуства, където стават Отборни шампиони на OMEGA. Подписват с World Wrestling Federation (WWF, сега WWE) през 1998. През 2000, към тях се присъединява Лита, и триото става Тийм Екстрийм.
След като се разделят през 2002, братята се обединяват отново през 2006 и продължават като отбор през няколко години. Те също се появяват в Total Nonstop Action Wrestling (TNA, сега познато като Impact Wrestling), обединявайки се през 2011 като членове на Безсмъртните, и като отбор от 2014 до 2017.
Харди бойз са известни с участията си в мачове със стълби и МСС мачове заедно с Дъдли бойз/Отбор 3D и Острието и Крисчън. Двамата са 11-кратни световни отборни шампиони, между WWE, TNA, и ROH, печелейки Световните отборни титли (на WWF) шест пъти, Отборните титли на Първична сила веднъж, Отборните титли на WCW веднъж в WWF/E, Световните отборни титли на TNA два пъти и Световните отборни титли на ROH веднъж. Те са единствените съотборници, носители на Отборните титли на WWF, WCW, TNA, ROH и Първична сила.
И двамата братя са носители на индивидуални титли, като всеки е бил многократен световен шампион. За 2017, те са носители на седем Отборни титли в седем различни компании. Те са единствените Отборни шампиони на TNA и ROH по едно и също време.
На КечМания 33, Харди бойз се завръщат в WWE след 8 години. Те печелят Отборните титли на Първична сила, правейки ги седемкратни Отборни шампиони на WWE.

## Шампионски титли и отличия
- All Star Wrestling
  - Отборни шампиони на ASW (1 път, настоящи)[4][5]
- The Crash
  - Отборни шампиони на The Crash (1 път, настоящи)[6][7]
- House of Glory
  - Отборни шампиони на HOG (1 път)
- MCW Pro Wrestling
  - Отборни шампиони на MCW (1 път)[8]
- New Dimension Wrestling
  - Отборни шампиони на NDW (1 път)[9]
- NWA 2000
  - Отборни шампиони на NWA 2000 (1 път)[10]
- Organization of Modern Extreme Grappling Arts
  - Отборни шампиони на OMEGA (2 пъти, настоящи)
  - Шампион в тежка категория на OMEGA (1 път, настоящ) – Мат
- Pro Wrestling Illustrated
  - Мач на годината (2000)[11]срещу Дъдли бойз и Острието и Крисчън в Триъгълен мач със стълби на КечМания 2000
  - Мач на годината (2001)[11]срещу Дъдли бойз и Острието и Крисчън в МСС мач на КечМания 17
  - Отбор на годината (2000)[12]
- Ring of Honor
  - Световни отборни шампиони на ROH (1 път)
- Total Nonstop Action Wrestling
  - Световни отборни шампиони на TNA (2 пъти)[13][14]
  - Race for the Case (2017 – Зелено куфарче) – Джеф
- World Wrestling Federation/World Wrestling Entertainment
  - Шампион в полутежка категория на WWF (1 път) – Джеф[15]
  - Интерконтитнентален шампион на WWF/E (4 пъти) - Джеф[16]
  - Европейски шампион на WWF/E (2 пъти) – Джеф (1) и Мат (1)[17][18]
  - Хардкор шампион на WWF/E (4 пъти)[19] – Джеф (3) и Мат (1)
  - (Световни) отботни шампиони на WWF (6 пъти)
  - Отборни шампиони на Първична сила (1 път)[20][21]
  - Световни отборни шампиони на WCW (1 път)
  - Турнир за Тери
- Wrestling Superstar
  - Отборни шампиони на WS (1 път, настоящи)[22]